# Västberga
Västberga uttal (fil) är en stadsdel i Söderort inom Stockholms kommun. Stadsdelen gränsar till Midsommarkransen, Liljeholmen, Östberga, Solberga och Hägerstensåsen.
Stadsdelen domineras av Västberga industriområde på Södertäljevägens södra sida, men det finns även flera bostadsområden.

## Historia före 1945

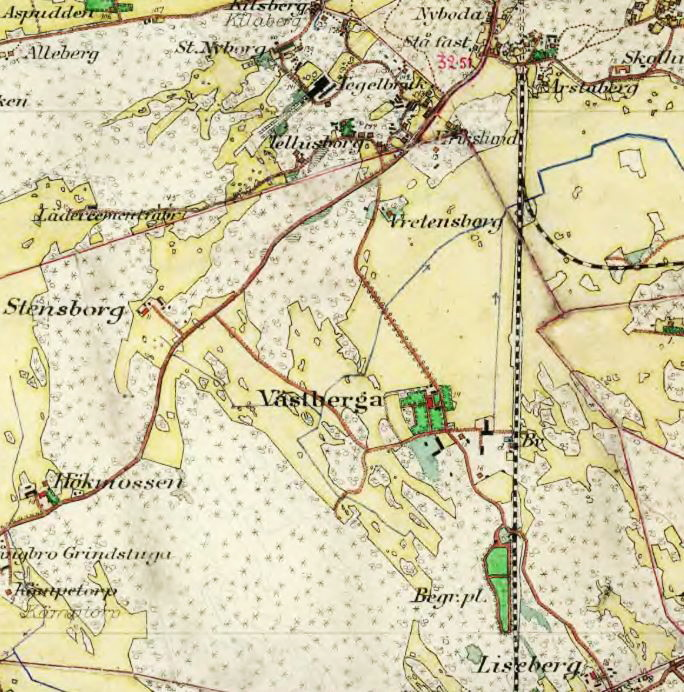
Västberga 1901-1906.

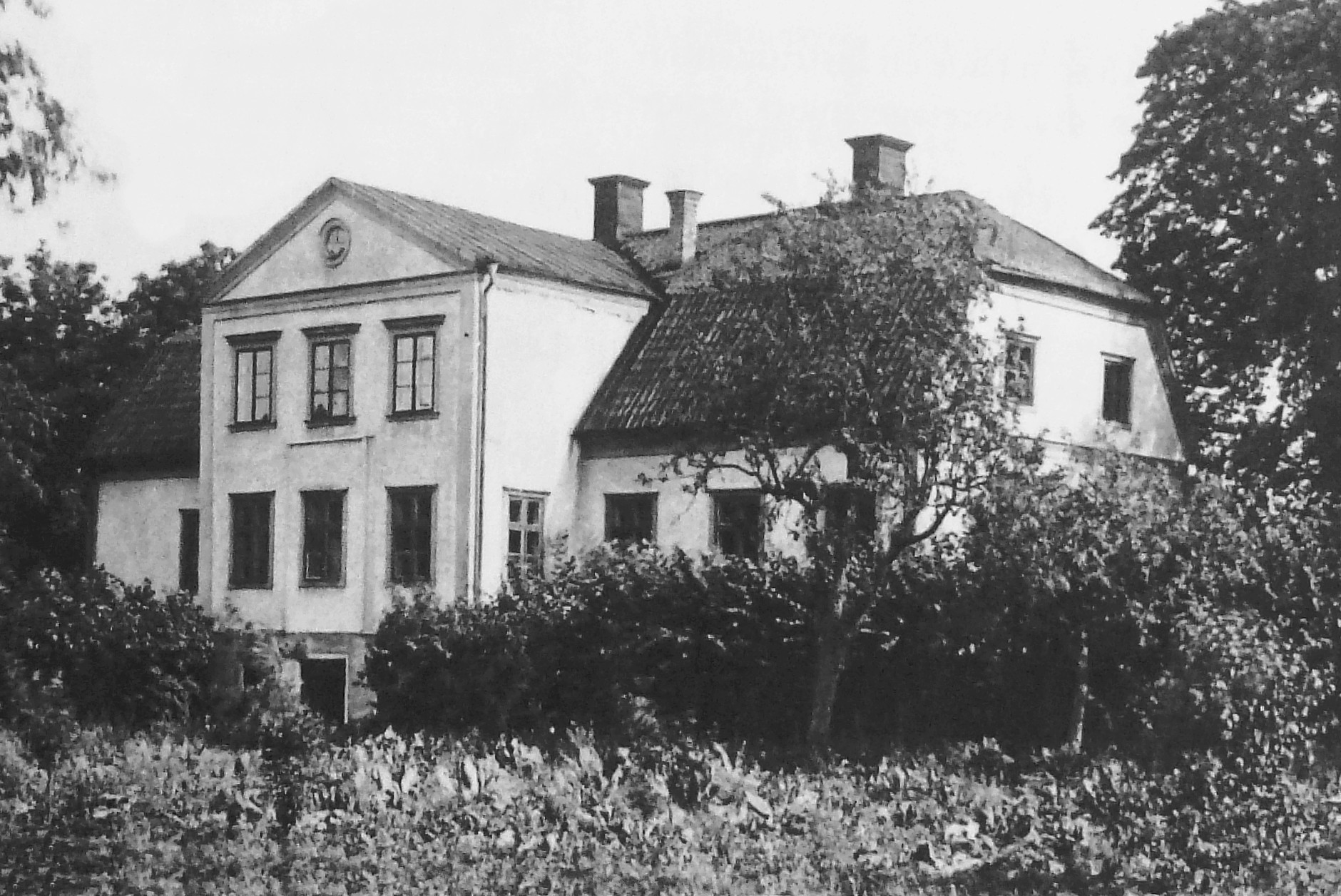
Västberga gård, fasad mot väst, 1927.

Västberga har anor från 1300-talet, först i byn Wesberga, senare i säteriet Västberga gård. Ägaren till godset var flera generationer av släkten Sparre och hade ett stort markinnehav i denna del av Söderort. Torpen Stensborg, Mellanberg, Kämpetorp, Vretensborg, Lerkrogen och Hökmossen hörde till gården.
De första industrierna uppfördes på 1910-talet längs Tellusborgsvägen, bland annat Ekstrands snickerifabrik som var berömd för sina gymnastikredskap, Stockholms Pianofabrik (i dessa lokaler kom senare, från 1920-talet inrymma tvättmedelstillverkaren Helios, senare Henkel-Helios och sist Nord-Tend), färg- och fernissfabriken Gentele & Co samt spritkökstillverkaren AB Radius. Liljeholmens Kabelfabrik etablerade sig strax söder om Västberga gård 1929. 
Stockholms stad köpte Västberga gård 1935 och började planera för småstugor i Hökmossen och industriell användning av området. En stadsplan togs fram 1938, det dröjde dock till slutet av 1940-talet innan fler industriföretag började bebygga området.

## Historia efter 1945

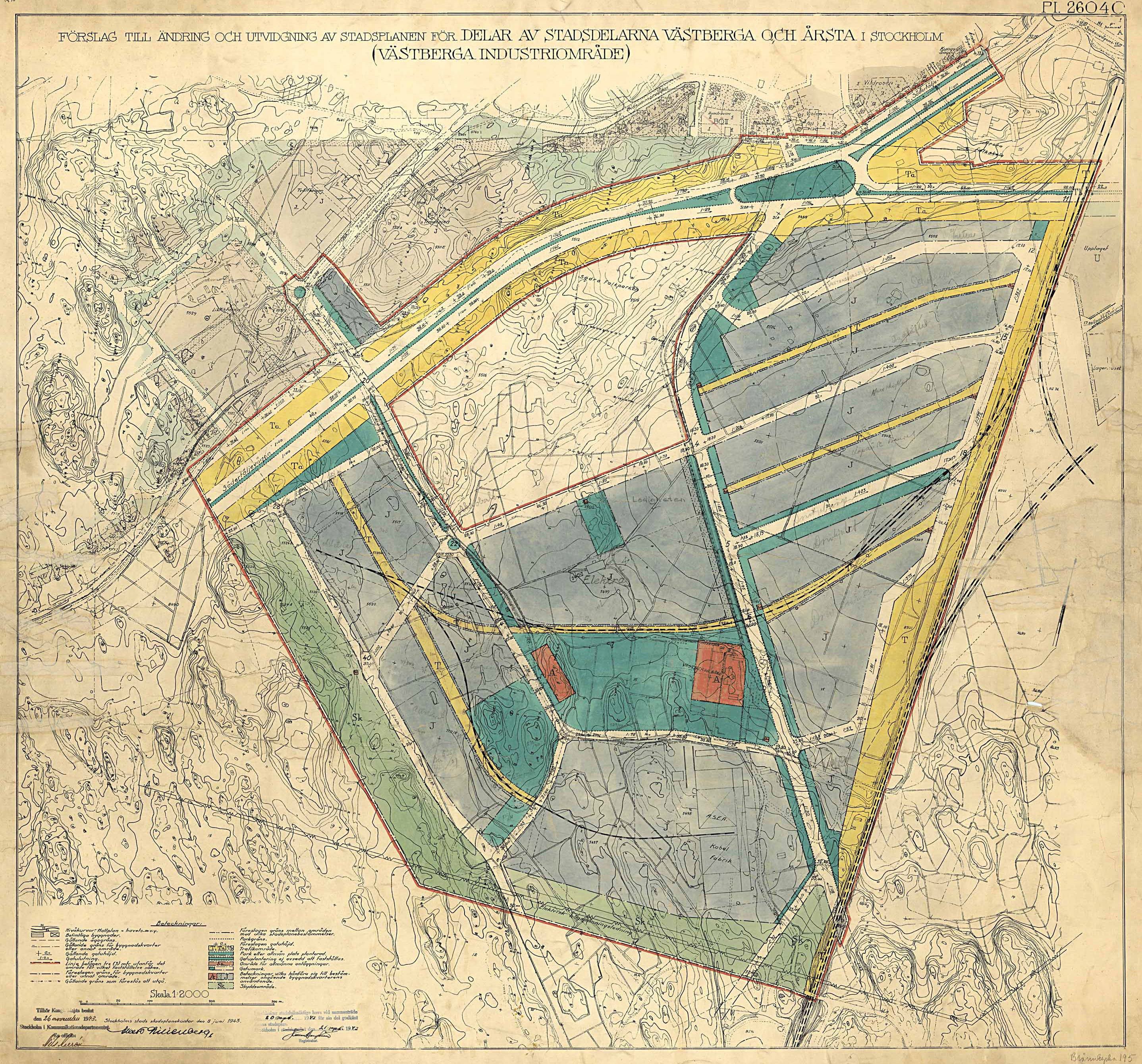
Stadsplan för industriområdet 1944.

Från 1939 uppfördes småhus längs Korpmossevägen. 1942 kunde kommunen erbjuda inflyttningsklara radhus för 19 500 kronor. Längs Hökmossevägen och Tångvägen uppförde kommunala Stockholmshem smalhus under 1940-talet.
Bostadsområdet (det så kallade Folkparksområdet) på den södra sidan av Södertäljevägen ritades av Sven Markelius (stadsplan) och  Curt Strehlenert samt Thure Bergentz (byggnader) och stod klart 1946. Här uppfördes trevånings smalhus samt punkthus i fem våningar. I området låg tidigare Södra folkparken, därav namnet på gatorna i området: Dansbanevägen, Karusellvägen, Tombolavägen, Cirkusvägen och Tivolivägen. Folkparken brann delvis ner 1927 och drevs sedan av företaget Nöjesfältet till mitten av 1940-talet.
1 februari 1948 bröts ur stadsdelen ut Västertorp och Fruängen samt södra delen av Hägerstensåsen.
På våren 1950 uppförde AB Byggförbättring bostadshus byggda i betong med hydraulisk glidformsteknik på Skidvägen, två åttavåningshus och ett sjuvåningshus för Hyreshus i Stockholm AB, vilka om det inte var de absolut första i världen, åtminstone bland de allra första byggnader som uppfördes med denna metod:
| ”                                                                                | Arbetet bedrevs i två 8 ½ h skift. Arbetsstyrkan per skift var: ett gjutarlag på sju man, en spelskötare, tre armerare, två plattsättare, två hantlangare på marken, en hantlangare för diverse på arbetsplanet och en formlyftare; dessutom en à tre timmermän för insättning av ursparingar för fönster, bjälklagsanfang, byggande av invändig tramp i trapphuset och horisontalstagning av de fristående pelarna. | „ |
| – Glidformsgjutning av betonghus, av civilingenjör Sven-Erik Svensson, Stockholm | |   |

San Remo-bageriet var Kooperativa förbundets storbageri vid Västbergavägen. Den ursprungliga verksamheten upphörde 2006, därefter byggdes huset om till ett köpcentrum ”Västberga Handel”. Bageriet, som döptes efter Evert Taubes ”Den glade bagarn uti San Remo stad” uppfördes åren 1957 till 1960 efter ritningar av KFAI:s arkitekt Gunnar Henriksson och var ett modernistiskt inslag, med geometriska former och fasader av ljusa betongelement med långa fönsterband.
Vid Lerkrogsvägen uppfördes 1953 en hårdmetallfabrik för Sandvikens Jernverks AB. Arkitekten bakom byggnaden i rött tegel var Karl G.H. Karlsson. Mellan åren 1968 och 1974 byggdes Telefonaktiebolaget LM Ericsson nya tekniska kontor intill nordvästra sidan av Södertäljevägen, med Anders Berg som arkitekt. Den stora röda tegelbyggnaden dominerar fortfarande området kring E4/E20:s Västbergamotet.
Under 2000-talets två första decennier har industriområdet längs Tellusborgsvägen successivt förändrats till bostadsområde. Kvarteret Tvålflingan har fått nya bostadshus och den gamla tvättmedelsfabriken vid Tellusborgsvägen omdanas till bostäder och LM Ericssons f.d. laboratorium och fabrik på gatans södra sida har byggts om till bostäder.

## Demografi
År 2017 hade stadsdelen cirka 6 100 invånare, varav cirka 28,3 procent med utländsk bakgrund.

## Västberga i media
Den 23 september 2009 utfördes ett av Sveriges mest spektakulära rån någonsin mot en värdedepå hos säkerhetsföretaget G4S värdeförvaring i området, se vidare Helikopterrånet i Västberga och fastigheten Vreten 17.

## Bildgalleri

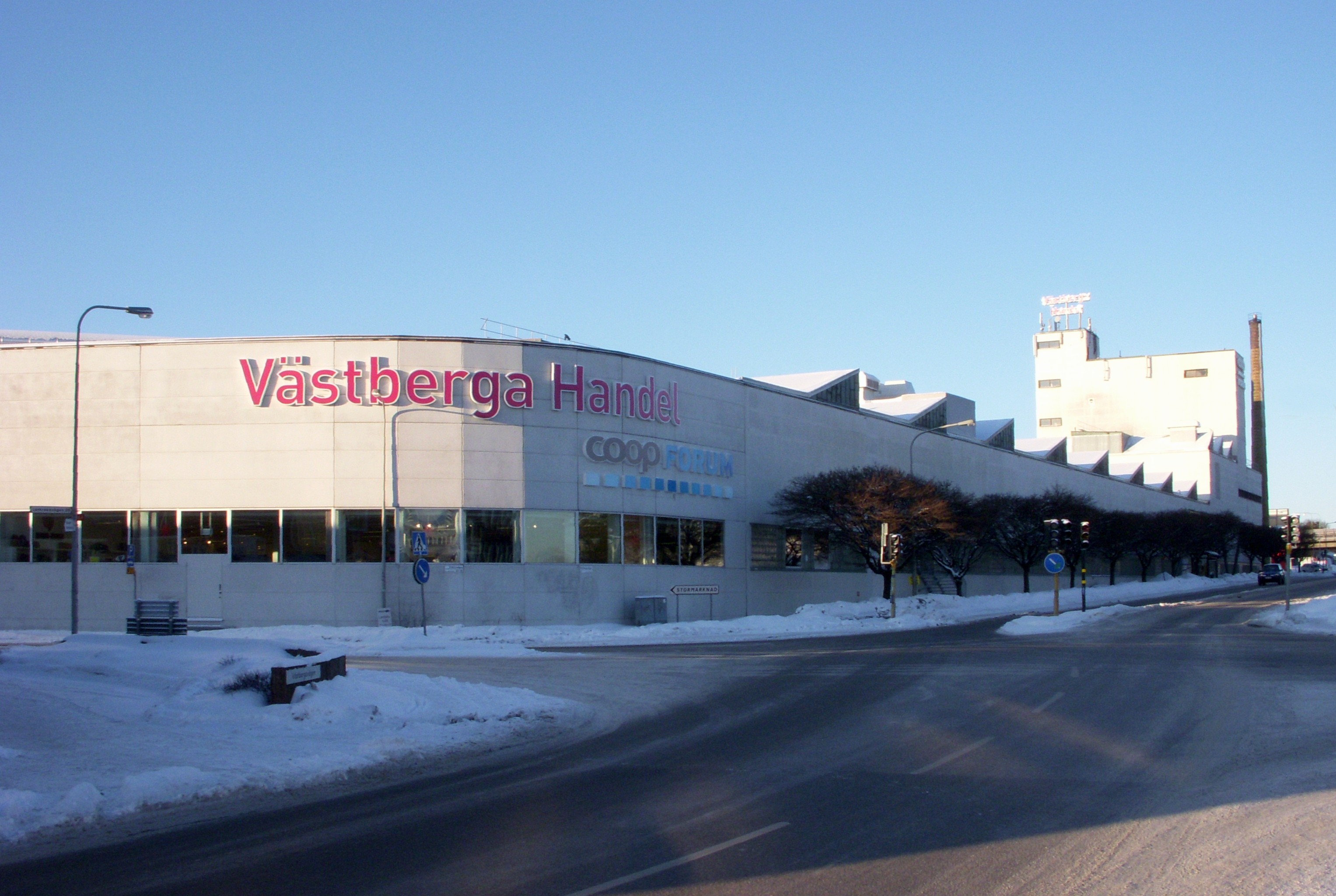
F.d. "San Remo-bageriet" vid Västbergavägen
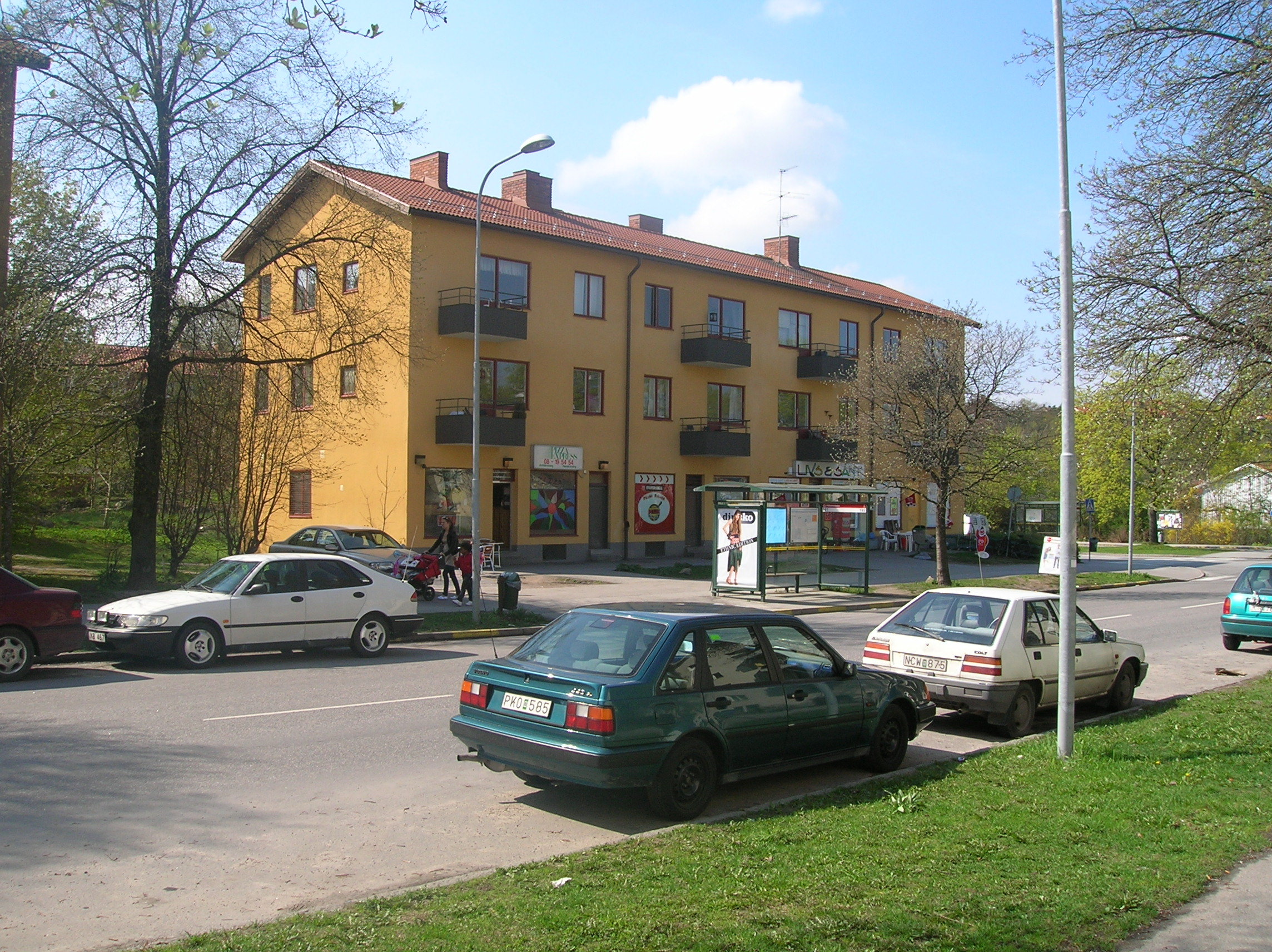
Affärshus på Korpmossevägen
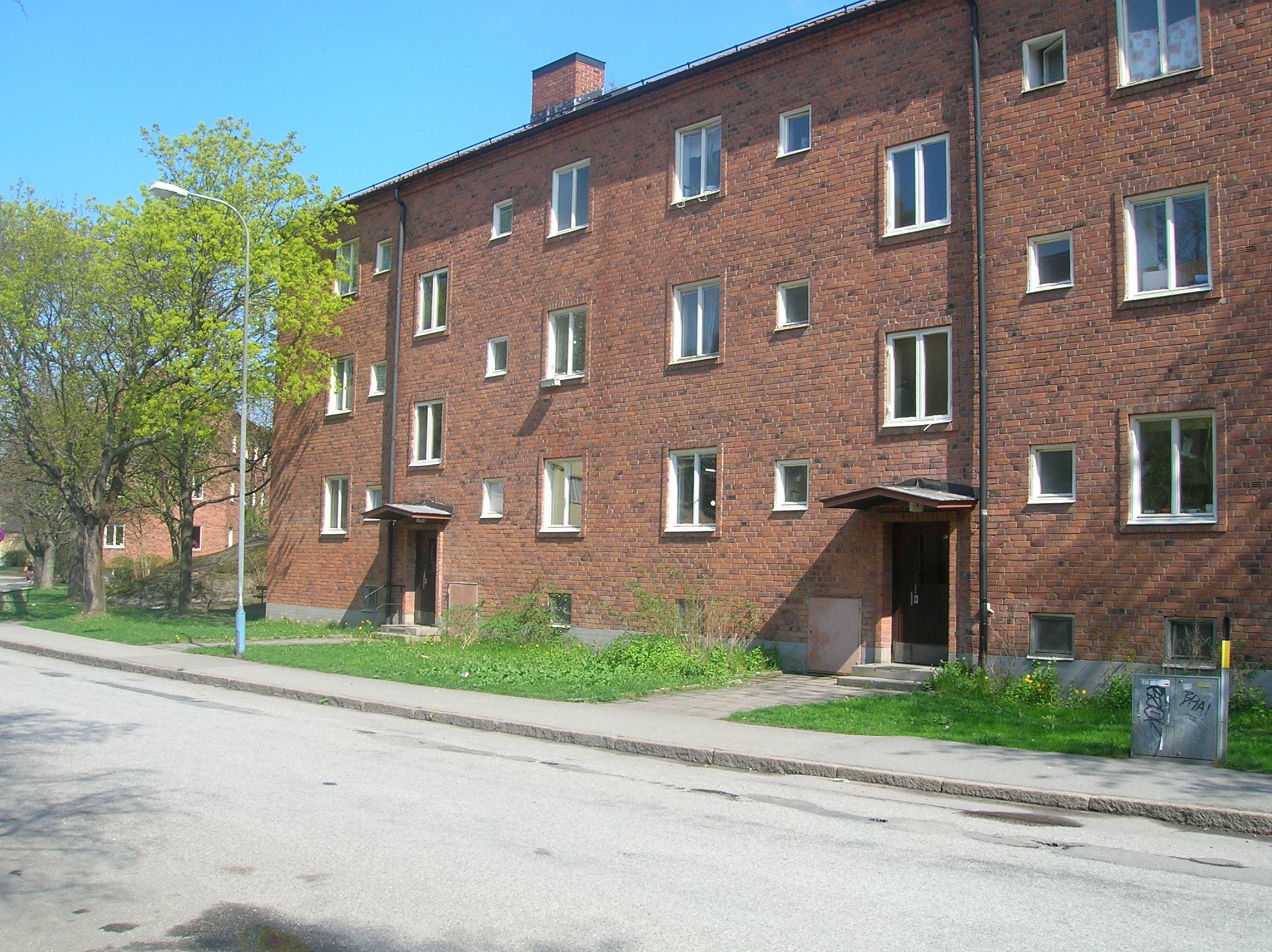
Smalhus på Tångvägen. Arkitekt Ernst Hawerman m.fl.
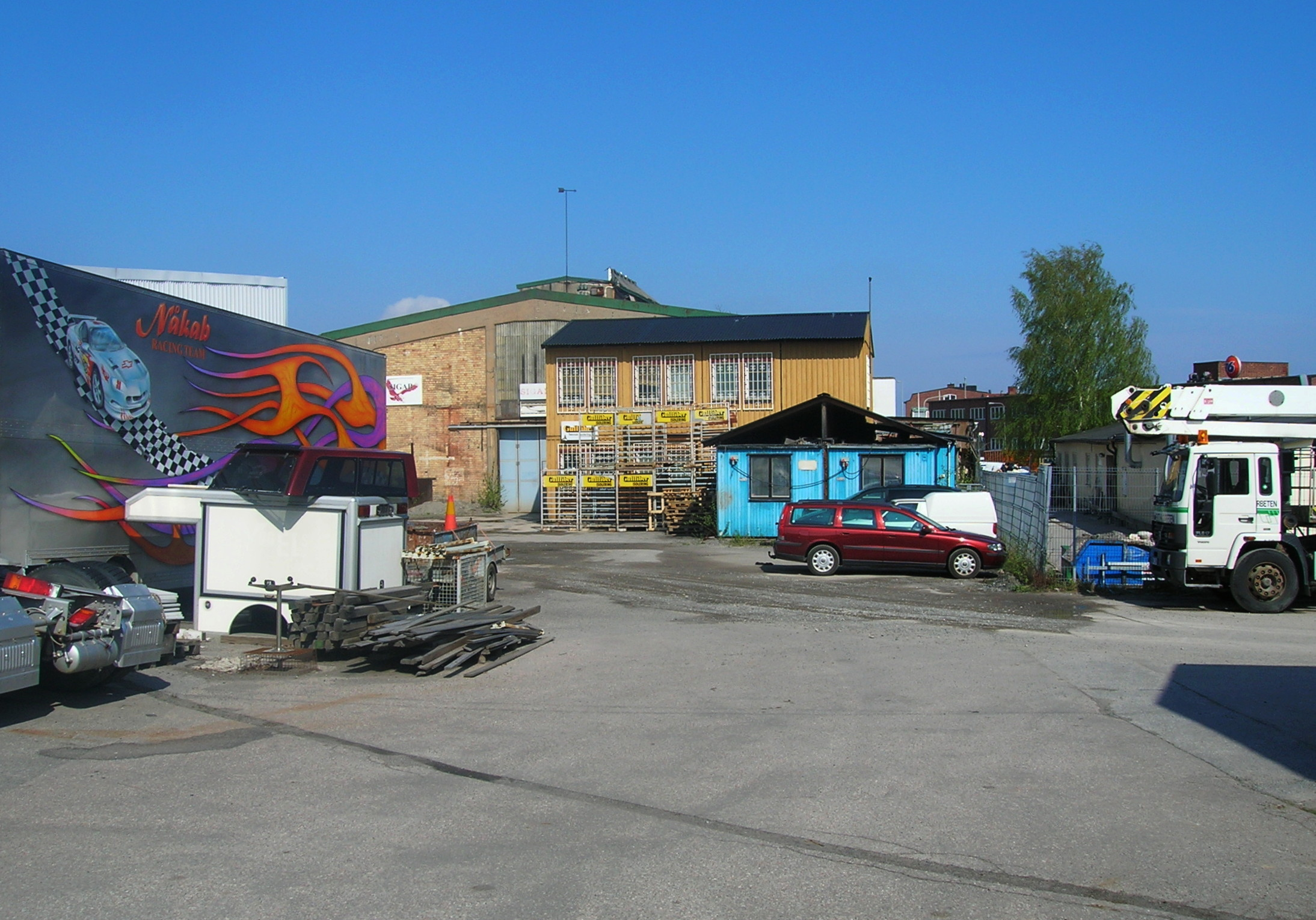
Fabriksbyggnad på Lerkrogsvägen. Arkitekt Karl G.H. Karlsson
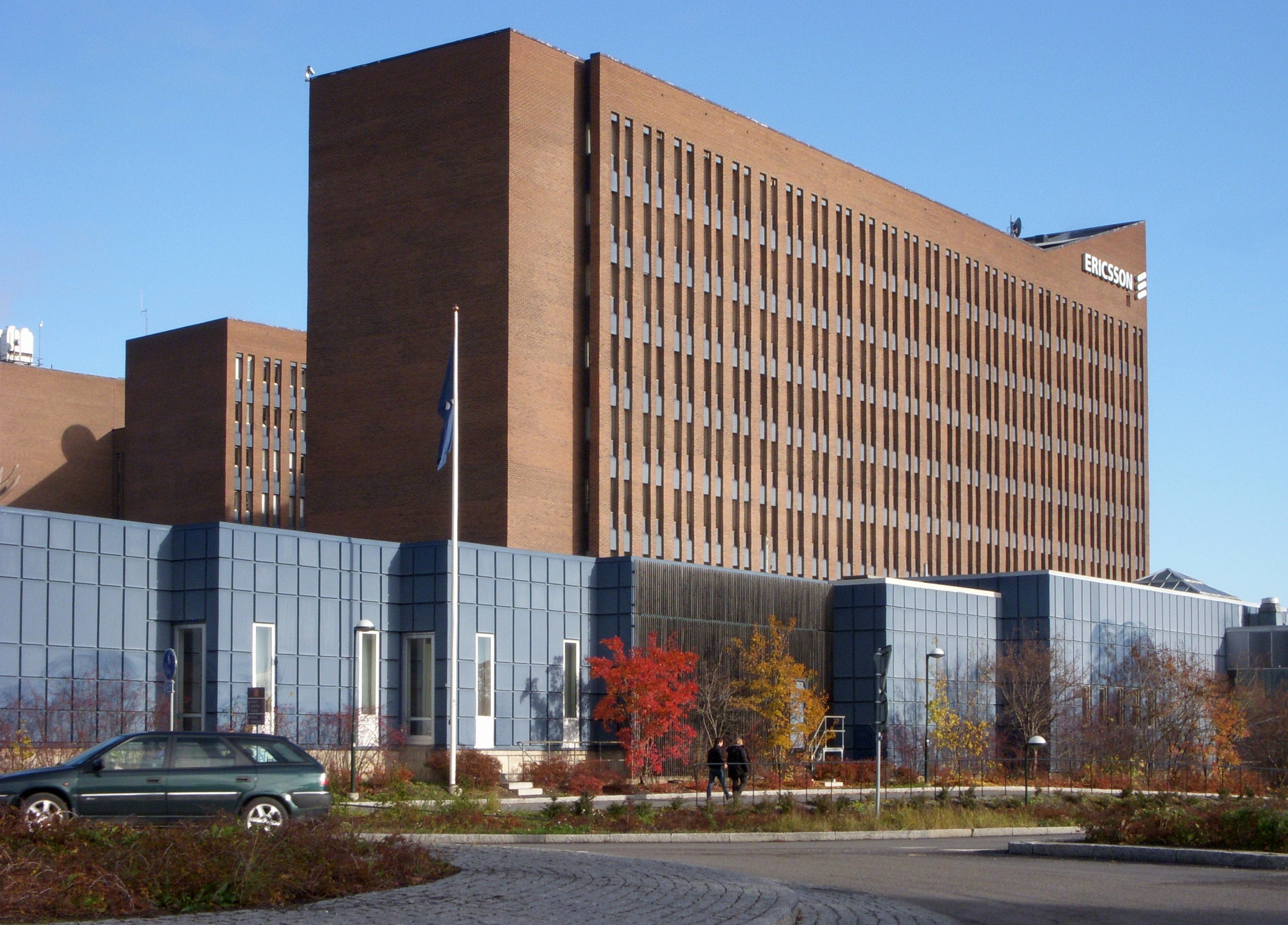
LM Ericsson-byggnaden, Södertäljevägen
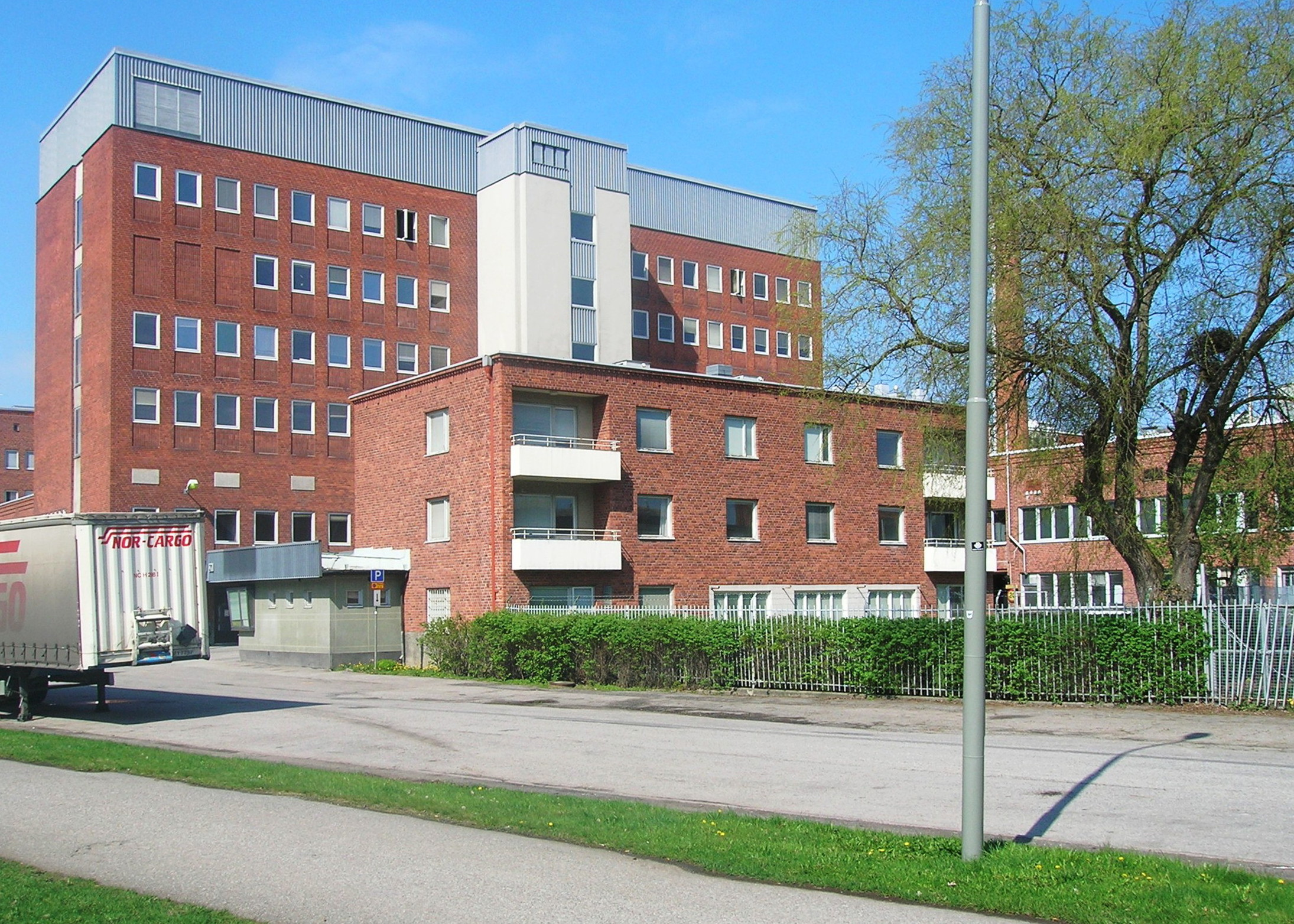
Sandviks hårdmetallanläggning på Lerkrogsvägen